# Michaela Wiegel
Michaela Wiegel (* 1968) ist eine deutsche Journalistin.

## Leben
Nach dem Abitur in Bremerhaven 1987 studierte Wiegel Politische Wissenschaften, Geschichte und Philosophie.
Nach dem Diplom des Institut d’Etudes Politiques de Paris („Sciences Po“) 1993 erwarb Wiegel an der Harvard University (als McCloy Scholar der Studienstiftung des deutschen Volkes) 1995 einen Master of Public Administration (MPA) an der Kennedy School of Government.
Michaela Wiegel ist verheiratet und hat vier Kinder.

## Journalistische Tätigkeit
Als Schülerin schrieb Wiegel einen Beitrag für die Nordsee-Zeitung, nach dem Abitur fing sie dort als Volontärin an, später als Redakteurin. 1995 trat sie als Redakteurin in die politische Nachrichtenredaktion der Frankfurter Allgemeinen Zeitung ein. 1997 erregte sie Unmut in einem Satz über Malcolm Rifkind: : „Als habe ihn seine Rede nicht ganz überzeugt, schloß der Jude Rifkind – ironisch apologetisch – mit dem deutsch hervorgebrachten Lutherwort …“ Diese Begebenheit wurde im englischsprachigen Raum deutlich stärker rezipiert als im deutschsprachigen.
Seit Februar 1998 berichtet sie als politische Korrespondentin der Frankfurter Allgemeinen Zeitung für Frankreich aus Paris. Ihre Beiträge befassen sich unter anderem mit dem französischen Fußball. Über einen langjährigen Zeitraum vor und nach der Jahrtausendwende recherchierte und publizierte Wiegel zur Leuna-Affäre. 2006 verfasste sie einen Beitrag über die Präsidentschaftskandidatin Ségolène Royal für EMMA.
Ende 2011 war Wiegel neben Andrea Nahles Podiumsteilnehmerin einer Diskussionsrunde der Friedrich-Ebert-Stiftung in Berlin zum Thema Vorwahlen als Bürgerbeteiligung. Im Februar 2012 nahm sie an einer Gesprächsrunde mit Hubert Védrine, Laurent Joffrin und Ruolin Zheng teil, die von arte aufgezeichnet wurde.
Anlässlich des Jubiläums „50 Jahre Élysée-Vertrag“ und des dafür ausgerufenen Deutsch-Französischen Jahres war Wiegel bei vielen Festveranstaltungen als Expertin für die deutsch-französischen Beziehungen geladen. Bei der Verleihung des Deutsch-Französischen Journalistenpreises im Juni 2012 diskutierte sie mit Alfred Grosser und Daniel Cohn-Bendit über den Élysée-Vertrag und die Eurokrise; im November desselben Jahres dann im Goethe-Institut Paris mit Jean-Louis Bianco, Matthias Fekl und Günter Gloser über die deutsch-französische Zusammenarbeit (Moderation Hélène Miard-Delacroix).
Im Januar 2013 schrieb Wiegel einen Artikel für das Frankreich-Dossier der Bundeszentrale für politische Bildung; Ende desselben Monats, bei einem Festakt des Senats und des Institut français im Bremer Rathaus, nahm sie mit Willi Steul und Daniel Vernet an der Podiumsdiskussion teil. Im September 2013 gehörte Wiegel neben Angelica Schwall-Düren und Christophe Braouet zu den Diskussionsteilnehmern des 58. Jahreskongresses der Vereinigung Deutsch-Französischer Gesellschaften für Europa e. V. in Bonn.
Anfang 2014 thematisierte Wiegel in einem Artikel für die FAZ die Mitschuld Frankreichs am Völkermord in Ruanda. Ende April 2014 moderierte sie eine Diskussionsveranstaltung zum „Gedenkjahr 2014“ im Palais Beauharnais in Paris, an der neben Jean-Jacques Becker und Arndt Weinrich Frank-Walter Steinmeier und sein französischer Amtskollege Laurent Fabius teilnahmen. Nach dem Tod von Frank Schirrmacher wurde Wiegel als mögliche Nachfolgerin für seinen Posten genannt.
Ihre Darstellung des politisch schwächelnden französischen Präsidenten François Hollande im Vergleich zur starken deutschen Kanzlerin Angela Merkel im Sommer 2014 wurde im Ausland aufmerksam verfolgt. Im November 2014 war Wiegel in der Akademie der Konrad-Adenauer-Stiftung Berlin mit Hans-Gert Pöttering und Valéry Giscard d’Estaing im Gespräch über „Das Europa von morgen“.
Anfang 2018 widmete sich Wiegel einem aktuellen Geschehnis in Frankreich, der Affäre um den ehemaligen Staatspräsidenten Nicolas Sarkozy und die mutmaßlichen Geldspenden des libyschen Diktators Muammar al-Gaddafi zur Unterstützung von Sarkozys Präsidentschaftswahlkampf der Jahre 2006/2007.
2018 veröffentlichte Michaela Wiegel zusammen mit dem Frankreich-Korrespondenten der ARD, Mathias Werth, und mit der Journalistin Kathrin Wildhagen zwei lange Dokumentationsfilme über Frankreichs neuen Präsidenten Emmanuel Macron: „Monsieur Macron – Ein Jahr, eine Bilanz“ (ARD) und „Der Präsident – Macron bewegt Frankreich“ (Phoenix).

## Ehrungen
- 2012: Ritterin der Ehrenlegion[21]
- 2013: Robert-Goldmann-Stipendium der Stadt Reinheim (5.000 Euro) für ihr Projekt „Wandlungen in der jüdischen Bevölkerung Frankreichs“.

## Werke
- Nicolas Sarkozys Deutschlandbild. In: Frank Baasner (Hrsg.): Frankreich Jahrbuch 2009. Französische Blicke auf das zeitgenössische Deutschland. Springer-Verlag, 2010, ISBN 978-3-531-17348-1, S. 55 ff.
- Massimo Nava, Sophie Pedder, José Font Marti, Michaela Wiegel: Désirs de France: Quinze correspondants de la presse internationale nous regardent et interrogent notre avenir. Editions Michalon, 2007, ISBN 9782841863860 (Die Wünsche Frankreichs: Fünfzehn Korrespondenten der internationalen Presse beobachten und hinterfragen unsere Zukunft)
- Vertrauliches Nebeneinander. In: Werner Weidenfeld: Reformen kommunizieren: Herausforderungen an die Politik. Verlag Bertelsmann-Stiftung, 2007, ISBN 978-3-89204-910-4, S. 70 ff.
- Armeniens Anwalt an der Seine: Chiracs juristischer Berater Patrick Devedjian. In: Huberta von Voss (Hrsg.): Porträt einer Hoffnung--die Armenier. Lebensbilder aus aller Welt. Verlag Hans Schiler, 2005, ISBN 978-3-89930-087-1, S. 259 ff.